# Les Yeux de la découverte (série télévisée)
Pour les articles homonymes, voir Les Yeux de la découverte.
Pour l’article homonyme, voir Les Yeux de la Découverte (collection).
Les Yeux de la découverte (Eyewitness) est une série télévisée documentaire britannique en 39 épisodes de 28 minutes, produite par la BBC, d'après une série de livres du même nom publiée chez Gallimard Jeunesse. Elle est diffusée en France à partir de 1995 sur La Cinquième.

## Synopsis
Cette série est une encyclopédie audiovisuelle, dont chaque épisode est consacré à un sujet dans le domaine de la science de la nature.

## Épisodes

### Saison 1 (1994)
1. Les éléphants
2. Les chevaux
3. Les requins
4. Les insectes
5. La jungle
6. Les oiseaux
7. Le squelette
8. Les chats
9. Les reptiles
10. Les poissons
11. Les chiens
12. Les amphibiens
13. Les dinosaures

### Saison 2 (1996)
1. Les volcans
2. Le temps
3. Le désert
4. Les mammifères
5. Arctique et Antarctique
6. Les arbres
7. Les primates
8. Les coquillages
9. Papillons, métamorphose et mimétisme
10. Étangs et rivières
11. Flux et reflux
12. La préhistoire
13. Roche et minéraux

### Saison 3 (1997)
1. Les océans
2. Les planètes
3. Les monstres
4. Les plantes
5. Voler
6. Survivre
7. La machine humaine
8. Les îles
9. Montagne
10. Les ours
11. La vie
12. Catastrophes naturelles
13. La vue

## Fiche technique
- Auteur : Jill Matthews
- Musique : Guy Michelmore
- Narrateur : Jean-François Bordier
- Année de production : 1994-1997
- Sociétés de production : BBC Worldwide, Dorling Kindersley Vision Limited